# París-Roubaix 1910
La París-Roubaix 1910 fou la 15a edició de la París-Roubaix. La cursa es disputà el 27 de març de 1910 i fou guanyada pel francès Octave Lapize, que d'aquesta manera aconseguia la segona de les seves tres victòries consecutives.

## Classificació final
|    | Ciclista             | Equip           | Temps      |
| -- | -------------------- | --------------- | ---------- |
| 1  | Octave Lapize        | Alcyon-Dunlop   | 9h 15' 12" |
| 2  | Cyrille van Hauwaert | Alcyon - Dunlop |            |
| 3  | Eugène Christophe    | Alcyon - Dunlop |            |
| 4  | Édouard Léonard      | Alcyon - Dunlop |            |
| 5  | Charles Crupelandt   | Le Globe        |            |
| 6  | René Vandenberghe    | -               |            |
| 7  | Léon Georget         | La Française    |            |
| 8  | Jules Masselis       | Alcyon - Dunlop |            |
| 9  | Gustave Garrigou     | Alcyon - Dunlop |            |
| 10 | Joseph van Daele     | -               |            |